# Valldenpons
Valldenpons és una partida que pertany al terme municipal de Benifallet. Està situada entre les partides de Costumà, un antic llogarret al peu de la serra de Cardó i el Morteral. La major part de terreny és de secà, tot i així, amb l'ajut de pous d'aigua es poden trobar alguns cultius de regadiu, com ara el préssec.